# Золотой бычок
«Золотой бычок» (арм. Ոսկե ցլիկ) — советский короткометражный художественный фильм Ереванской киностудии.

## Сюжет
История о борьбе между руководителями двух колхозов за племенного бычка.

## В ролях
- Гурген Габриелян — Наджарян
- Ашот Нерсесян — Погос
- Майрануш Пароникян — Вард
- Армен Хостикян — Мамикон
- Леонид Довлатов — Цолак
- Вагинак Маргуни — Сурен
- Георгий Чепчян — волейболист
- Эдуард Абалов (Абалян)
- Ишхан Гарибян — Гурген
- Джемма Сарибекян — доярка

## Технические данные
- впервые на экране — 3 ноября 1955, (Ереван)

## Интересные факты
Фраза, сказанная деревенским пастухом-лоботрясом Мамиконом — «Заткнись, продажная скотина» – (Տավար, դավաճան հայվան) в исполнении Армена Хостикяна стала крылатой.